# Hannes Starkopf
Hannes Starkopf  nacido el 7 de enero de 1965, es un escultor de Estonia.
Es nieto del escultor Anton Starkopf.
En el año 2007 participó en el proyecto de decoración de los jardines que rodean el ayuntamiento de Viljandi; junto a los artistas: Ilme y Riho Kuld, Aivar Simson, Hille y Lembit Palm, Ekke Väli y Lea Armväärt